# Remise Droogbak

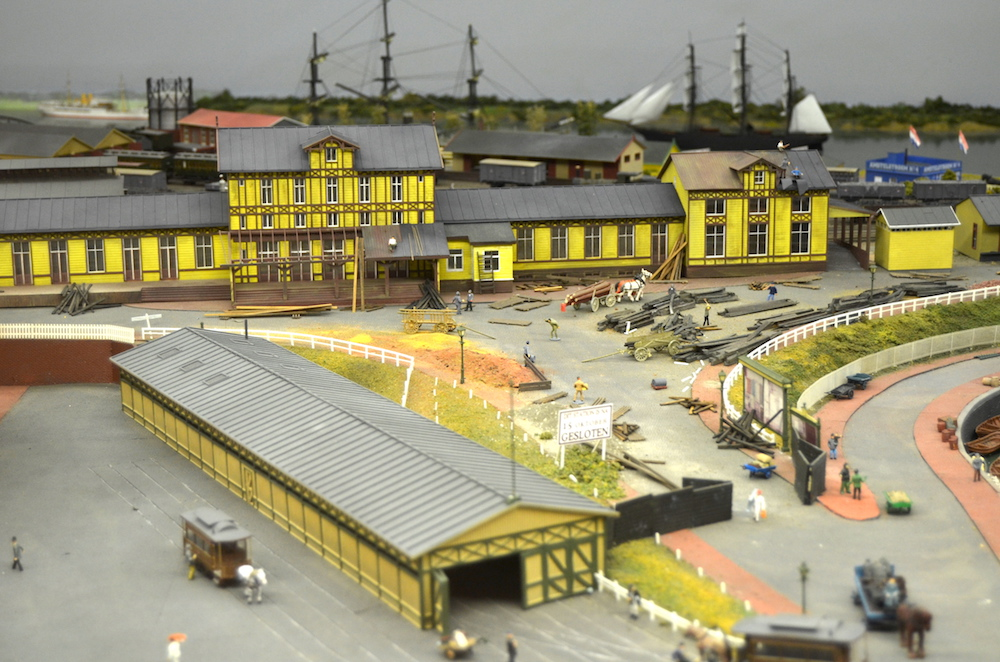
Maquette van de paardentramremise Droogbak in het Spoorwegmuseum te Utrecht. Op de achtergrond station Westerdok.

De remise Droogbak is een voormalige tramremise van de Amsterdamsche Omnibus Maatschappij aan de Droogbak in Amsterdam-Centrum.
De remise werd gebouwd rond 1879 ter hoogte van het tijdelijke station Westerdok. In 1894 werd de remise opgeheven en afgebroken. Het bouwwerk stond voor het in 1884 gebouwde hoofdkantoor van de Hollandsche IJzeren Spoorweg-Maatschappij, Gebouw Droogbak.
Amsteldijk · Amstelveenseweg · Brouwersgracht · Droogbak · Havenstraat · Karperweg · Koninginneweg · Legmeerpolder · Lekstraat · Linnaeusstraat · Overtoom · Prins Hendrikkade · Oost · Roetersstraat · Stadhouderskade · Tollensstraat · Tweede Leeghwaterstraat · Veemarkt · Weesperzijde · Zeeburg